# Дхармендра
Дхарме́ндра (настоящее имя Дхарам Сингх Деол, англ. Dharam Singh Deol; род. 8 декабря 1935, Насрали, Британская Индия) — индийский актёр, кинопродюсер и политик. Обладатель Падма Бхушан, третьей по величине гражданской награды в Индии, а также нескольких премий за вклад в индийский кинематограф.

## Биография
Родившийся в консервативной семье сикхов в деревне Насрали (по словам его сына Санни Деола, их семья не сикхи, а принадлежит к движению арья самадж), Дхармендра мог только мечтать сниматься в фильмах. Однако он был очарован ими с самого детства. Женившись по выбору родителей в 19 лет, он устроился работать в американскую сверлильную компанию. Позже он принял участие в конкурсе журнала Filmfare, ищущего новые лица для кино. Продюсер Арджун Хингорани поверил в него и подписал с ним контракт на фильм «И жизнь, и сердце — для тебя» за ничтожную сумму — 51 рупию, ежедневный завтрак с чаем и тостом в местном кафе. 
Фильм не имел успеха, но дал ему необходимый старт. В начале шестидесятых у него был небольшой выбор ролей: он подписывал контракты на ориентированные на героинь фильмы вроде «Заключенная» (1963, в главной роли Нутан), «Ирония судьбы» (1962, с Малой Синха) и Main Bhi Ladki Hoon (1964, с Миной Кумари). На этом же этапе Дхармендра также согласился сыграть героя второго плана в «Эра любви» (1964), где главные роли сыграли суперзвезда Раджендра Кумар и королева красоты Сайра Бану. Затем были роли в фильмах «Реальность» (1964), «Тени» (1965) и «Материнская любовь» (1967). К этому времени Дхармендра уже стал достаточно известен и образовал успешную экранную пару с популярной актрисой Миной Кумари, вместе они снялись в 7 кинолентах. Их фильм «Цветок и камень» (1966) стал золотым хитом. Примерив на себя роль преступника, Дхармендра слил воедино мужественность и нежность и получил массу поклонниц. В том же году в фильме «Анупама» Дхармендра сыграл роль бедного, но уважающего себя писателя, вдохновляющего подавленную Анупаму (Шармила Тагор) отстаивать свои права. В этом фильме он был довольно сдержан и натурален.
На вершине успеха Дхармендра решил стать продюсером чувственного фильма Satyakam с Ришикешем Мукхерджи в качестве режиссёра. Он сыграл прямого человека, жившего и погибшего за правду. Несмотря на то, что это была одна из самых лучших ролей, когда-либо сыгранных Дхармендрой, фильм стал коммерческим провалом. Возможно, благодаря этому провалу и появлению нового феномена по имени Раджеш Кханна, Дхармендра погрузился в полностью развлекательные фильмы вроде драмы с местью «Разрушенная жизнь» (1970) и саги «Моя родина» (1971). 
Очень большим его плюсом было то, что он — один из немногих актёров сумел удержать голову над водой, несмотря на волны, которые всколыхнул Раджеш Кханна. Более того, для карьеры Дхарама нашёлся магический эликсир — Хема Малини. Романтическая пара Дхармендра-Мину Кумари выдохлась гораздо раньше, после разочаровавших публику фильмов Chandan Ka Palna (1967) и «Приют весны» (1968). Несмотря на то, что Аша Парекх и Шармила Тагор также сформировали с ним удачные пары, именно связь Дхармендра—Хема Малини оказалась тем самым так нужным порохом.
В 2007 году Дхармедра вернулся в кино после четырёхлетнего перерыва в качестве актёра второго плана в фильмах Life in a… Metro и Apne, которые оба имели коммерческий успех. 
В 2011 году он снялся в фильме «Сумасшедшая семейка» вместе с сыновьями Санни и Бобби, а затем в его сиквеле, который провалился в прокате. С середины 2010-х актёр чаще снимается в фильмах на панджаби. В 2014 году он сыграл двойную роль в фильме Double Di Trouble вместе Гиппи Гревалом, а также — в фильме Jora 10 Numbaria в 2017 году. Оба фильма имели коммерческий успех.

## Личная жизнь
Его первой женой была Пракаш Каур, они поженились в 1954 году в возрасте 19 лет. 
Считается[кем?], что на съемках фильма «Месть и закон» (1975),  актёр полюбил актрису Хему Малини, хотя они снимались вместе и раньше («Любимый Раджа» 1972 год, «Зита и Гита» 1972 год). Хема Малини стала его второй супругой. Когда первая жена отказалась давать развод, Дхармендра принял ислам, и по законам этой религии взял себе вторую жену, не разводясь с первой. 
От первого брака у него есть два сына: Санни и Бобби, оба — успешные актёры, и две дочери: Вижита и Аджита. От второго брака с Хемой Малини имеет двух дочерей: Эшу, ставшую актрисой, и Ахану.

## Избранная фильмография
| Год  |   | Русское название                          | Оригинальное название     | Роль                                    |
| ---- | - | ----------------------------------------- | ------------------------- | --------------------------------------- |
| 1960 | ф |                                           | Dil Bhi Tera Hum Bhi Tere | Ашок                                    |
| 1963 | ф | Заключенная                               | Bandini                   | Девендра                                |
| 1965 | ф | Тени                                      | Kajaal                    | Раджеш                                  |
| 1966 | ф | Анупама                                   | Anupama                   | Ашок                                    |
| 1966 | ф | Цветок и камень                           | Phool Aur Patthar         | Шакти Сингх (Шаака)                     |
| 1967 | ф | Материнская любовь                        | Mamta                     | адвокат Индранил                        |
| 1970 | ф | Красивый и упрямый                        | Tum Haseen Main Jawan     | Сунил                                   |
| 1971 | ф | Моя родина                                | Mera Gaon Mera Desh       | Аджит                                   |
| 1971 | ф | Втихаря                                   | Chupke Chupke             | Паримал Трипатхи / Пьяримохан Алахабади |
| 1972 | ф | Зита и Гита                               | Seeta Aur Geeta           | Рака                                    |
| 1972 | ф | Моё имя Клоун                             | Mera Naam Joker           | Махендер Кумар                          |
| 1972 | ф | Любимый Раджа                             | Raja Jani                 | Раджкумар «Раджа» Сингх                 |
| 1975 | ф | Месть и закон                             | Sholay                    | Виру                                    |
| 1976 | ф | Король джунглей                           | Maa                       | Виджай                                  |
| 1977 | ф | Вечная сказка любви                       | Dharam Veer               | Дхарам Сингх                            |
| 1978 | ф | Шалимар                                   | Shalimar                  | С. С. Кумар                             |
| 1979 | ф | Приключения Али-Бабы и сорока разбойников | Alibaba Aur 40 Chor       | Али-Баба                                |
| 1980 | ф | Пылающий поезд                            | The Burning Train         | Ашок                                    |
| 1982 | ф | Самрат                                    | Samrat                    | Рам                                     |
| 1984 | ф | Как три мушкетёра                         | Jagir                     | Шанкар                                  |
| 1988 | ф | Неминуемая расплата                       | Khatron Ke Khiladi        | Балвант / Третий Суд                    |
| 1998 | ф | Не надо бояться любви                     | Pyaar Kiya To Darna Kya   | тхакур Аджай Сингх                      |
| 2007 | ф | Когда одной жизни мало                    | Om Shanti Om              | камео в песне «Deewangi Deewangi»       |
| 2007 | ф |                                           | Metro                     | Амол                                    |
| 2007 | ф |                                           | Apne                      | Балдев Сингх Чаудхари                   |
| 2007 | ф | Джонни-предатель                          | Johnny Gaddaar            | Шешадри                                 |
| 2011 | ф | Сумасшедшая семейка                       | Yamala Pagla Deewana      | Дхарам Сингх Дхиллон                    |
| 2011 | ф | Скажи мне, Боже                           | Tell Me O Kkhuda          | Тони Костелло                           |
| 2013 | ф | Сумасшедшая семейка 2                     | Yamla Pagla Deewana 2     | Дхарам Сингх Дхиллон                    |
| 2015 | ф |                                           | Double Di Trouble         |                                         |
| 2015 | ф |                                           | Second Hand Husband       |                                         |